# Kildajny
Kildajny (deutsch Kildehnen) ist ein Ort in der polnischen Woiwodschaft Ermland-Masuren in der Landgemeinde Lelkowo (Lichtenfeld) im Powiat Braniewski (Kreis Braunsberg), bis 1945 im Kreis Heiligenbeil in Ostpreußen.

## Geographische Lage
Kildajny liegt im Nordwesten der Woiwodschaft Ermland-Masuren, 24 Kilometer südöstlich der früheren und heute auf russischem Staatsgebiet gelegenen Kreisstadt Heiligenbeil (russisch Mamonowo) bzw. 26 Kilometer östlich der heutigen Kreismetropole Braniewo (deutsch Braunsberg).

## Geschichte
Der einst Kilden genannte Ort wurde um 1455 erstmals offiziell erwähnt und hieß nach 1455 Kyldenyn und bereits vor 1785 Kildehnen.  Er bestand aus ein paar großen Höfen.
Als eine Landgemeinde wurde Kildehnen 1874 in den neuen Amtsbezirk Eichholz (polnisch Dębowiec) im ostpreußischen Kreis Heiligenbeil, Regierungsbezirk Königsberg, eingegliedert. Im Jahre 1910 zählte Kildehnen 67 Einwohner.
Am 30. September 1928 schloss sich die Landgemeinde Kildehnen mit der benachbarten Landgemeinde Schlepstein (polnisch Słup) zur neuen Landgemeinde Kildehnen zusammen. Die Gesamteinwohnerzahl belief sich 1933 auf 116 und 1939 ebenfalls auf 116.
Als 1945 in Kriegsfolge das gesamte südliche Ostpreußen an Polen fiel, erhielt Kildehnen die polnische Namensform „Kildajny“ und ist heute eine Osada („Siedlung“) in der Gmina Lelkowo im Powiat Braniewski, von 1975 bis 1998 der Woiwodschaft Elbląg, seither der Woiwodschaft Ermland-Masuren zugeordnet. Kildajny ist derzeit nicht bewohnt. Auch stehen im Ort keine Gebäude.

## Religion
Kildehnen war aufgrund seiner überwiegend evangelischen Bevölkerung vor 1945 in das Kirchspiel Eichholz (polnisch Dębowiec) in der Kirchenprovinz Ostpreußen der Kirche der Altpreußischen Union eingepfarrt. Heute liegt Kildajny im Gebiet der jetzt römisch-katholischen Kirche Dębowiec im Erzbistum Ermland.

## Verkehr
Kildajny liegt an einer Nebenstraße, die Dębowiec an der polnischen Woiwodschaftsstraße 510 (frühere deutsche Reichsstraße 126) mit Przebędowo (Perbanden) verbindet.